# Saint George, Saint Vincent và Grenadines
Saint George là một giáo xứ hành chính của Saint Vincent và Grenadines, trên đảo Saint Vincent. Thủ phủ giáo xứ là Kingstown, đây cũng là thủ đô của cả nước. Đây là giáo xứ hành chính lớn nhất nước về dân số.
- Diện tích: 52 km² (20 mi²)
- Dân số: 51,400 (ước tính năm 2000)